# Музей образотворчих мистецтв (Мюлуз)
47°44′45″ пн. ш. 7°20′18″ сх. д. / 47.745833333333° пн. ш. 7.3384722222222° сх. д.
Музей образотворчих мистецтв у Мюлузі (фр. Musée des Beaux-Arts de Mulhouse) — музей французького мистецтва, розташований у Мюлузі (Верхній Рейн) в особняку XVIII століття, також відомий під назвою «вілла Штайнбах». Перебуває у власності міста, заснований у 1864 році з ініціативи Фредеріка Енгельса-Дольфуса та наукової асоціації «Промислове товариство Мюлуза». Колекції музею здебільшого присвячені живопису XIX століття, але є роботи з епохи Середньовіччя й до наших днів, а також картин місцевих художників. Один зал також присвячений уродженцю Мюлуза художнику Жан-Жаку Енеру.

## Історія
Мюлуз, який повернувся до складу Франції лише 1798 року, у ХІХ столітті переживає промисловий розвиток та демографічне зростання, але на відміну від інших міст порівняльного значення, він не має жодного музею, жодної великої колекції, яка б стати відправною точкою до створення такого.

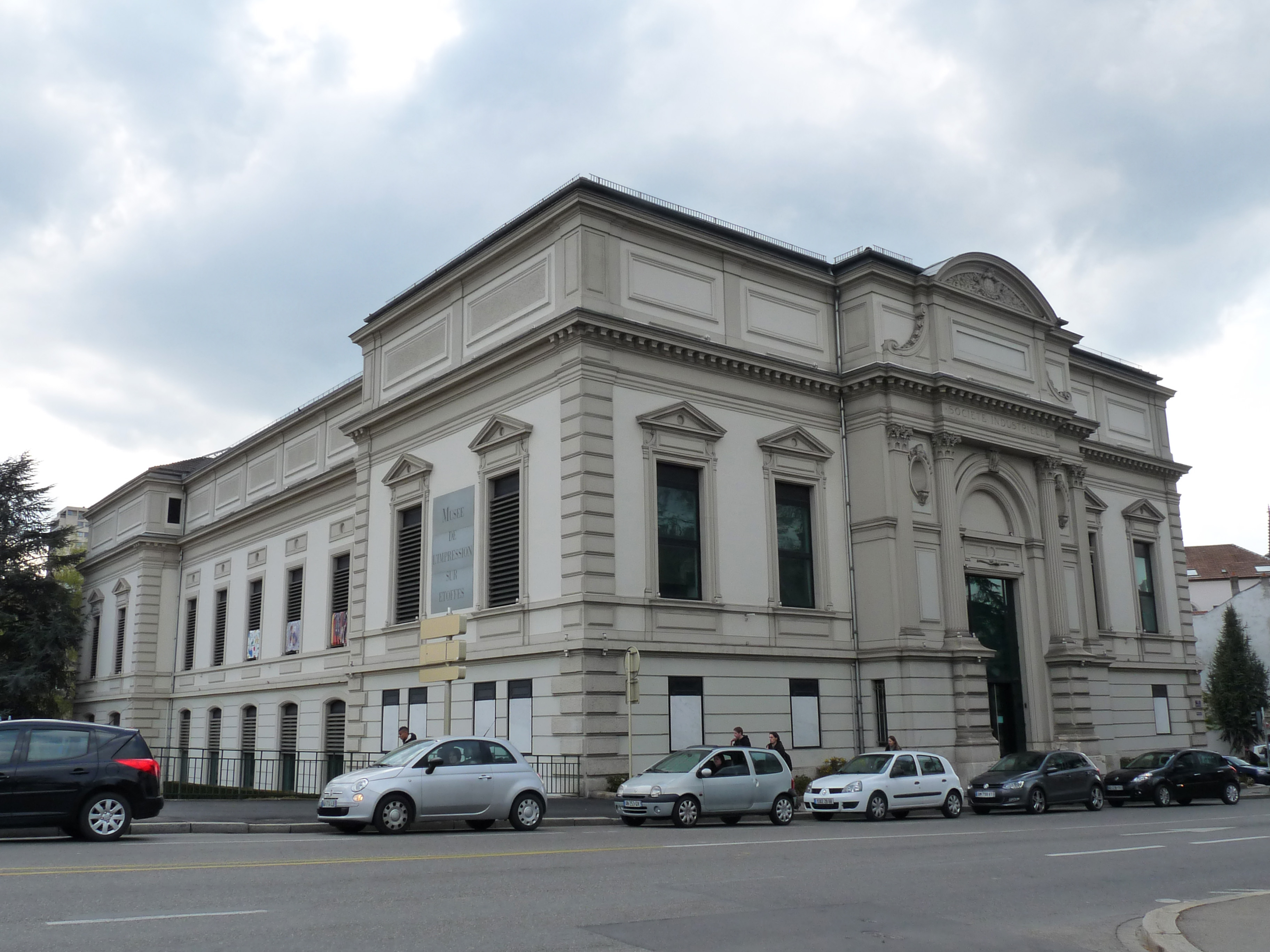
Стара будівля, нині Музей набивних тканин)

Попри все ідея створення музею була втілена в життя в 1864 багатим колекціонером Фредріком Енгельсом Дольфусом, зятем Жана Дольфуса, власником компанії DMC. Він сам дарує 16 картин і переконує Промислове товариство Мюлуза, міську владу та інших любителів місцевого мистецтва зробити свій внесок у створення великої колекції. Поступово стали надходити пожертви, але будинок, обіцяний владою в 1866 році, так і не був наданий, а потім прийшла війна і німецька анексія Ельзасу і Лотарингії.
Промислове товариство Мюлуза приймає рішення самостійно збудувати будівлю, що була урочисто відкрита в 1883 році, перший поверх якої був призначений для музею образотворчих мистецтв. Ця велика будівля, розташована на березі каналу, все ще існує, але служить приміщенням для Музею набивних тканин. За допомогою різних каталогів можна простежити, як поповнювалися колекції музею образотворчих мистецтв. У 1891 році каталогізовано 296 картин, у 1897 ця цифра досягла вже 492 екземпляри. У 1922 році колекція складалася з приблизно 600 картин, 300 малюнків або акварелей, близько сотні скульптур та близько 4500 гравюр. Велика різнорідність робіт пояснюється різницею переваг меценатів. Смаки місцевих промисловців змушували їх віддавати перевагу академічному живопису, наскільки можна відзначеної в паризьких салонах, а чи не авангарду, такому як імпресіонізм чи кубізм. Франкофіли ж віддавали перевагу французькому, особливо місцевому, живопису.
Під час Другої світової війни майно Промислового товариства було конфісковано, а будівля його правління частково зруйнована. Велика кількість картин була втрачена або пошкоджена під час бомбардувань 1944 року, внаслідок чого музей закрили. Він відродиться лише до 1958 року, коли його будуть муніципалізувати. Музей знову відчинив свої двері, але кількість робіт, виставлених на загальний огляд, тривалий час залишалася невеликою.

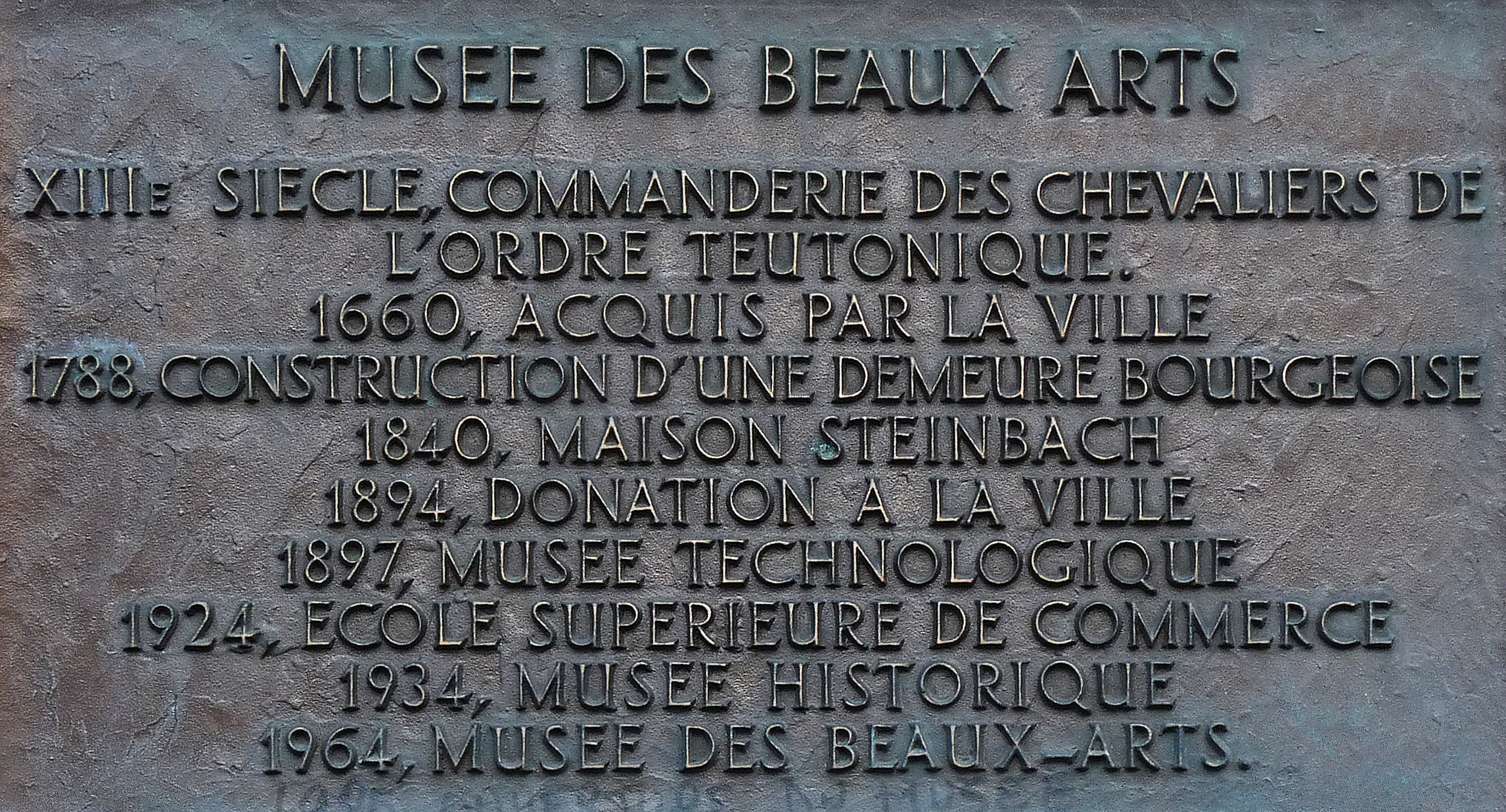
Історія маєтку Штейнбах

Попри те, що Промислове товариство залишалося власником робіт, їхнім хранителем стало місто. Його влада вирішила виділити музею будинок Штайнбаха, або як його ще називають віллу Штайнбаха, особняк ХІХ століття, розташований на площі Гійом-Телль. Саме це місце має дуже довгу історію. На місці колишнього командорства, в 1788 був побудований будинок виробника Indienne (фр. «індійська» — яскраві тканини в індійському стилі, вироблені у Франції з 17 по 19 ст.) Жана Веттера. 1894 року його придбав інший промисловець, Жорж Штайнбах. 1894 року його спадкоємці передали віллу в дар Промисловому товариству, яке перетворило його на технічний музей, а 1924 року прибудувало ще одне крило і відкрило там бізнес-школу. Призначення будинку знову змінилося 1934 року — будівля стала історичним музеєм, а 1964 — музеєм образотворчих мистецтв.
Будівля була повністю відреставрована у період з 1982 по 1985 рік. Вхід до музею став безплатним з 1999 року.

## Постійні колекції
Постійні колекції музею представлені на першому поверсі вілли.

### Середньовічне мистецтво
Вітражі Храму Святого Стефана, скульптури та розписні дерев'яні панелі є яскравими зразками середньовічного, виключно релігійного мистецтва Ельзасу. На трьох панелях розписного вівтарного образу з Рейнфельдена зображені сцени Воскресіння Христа, Успіння Пресвятої Богородиці та Явлення покровителя Жана Леселя, великого пріора Рейнфельдена, Святої Варварі Іліопольської.
Найпримітнішою роботою цього періоду є «Подвійний бюст двох єпископів святого Егідія та святого Бенедикта» (saint Égide et Saint Benoit, évêques de Strasbourg), виконаний в 1500 році Вейтом Вагнером для вівтарної частини старої церкви Святого Петра в Страсбурзі. Подвійний бюст є найстарішим зразком портретного мистецтва у музеї. «Doute de Saint Thomas», ще один фрагмент вівтарного образу, натхненний гравюрою Альбрехта Дюрера, зображує Христа та його апостолів, а також дарувальника цього барельєфа, який схиляється перед Ісусом.

### Епоха Відродження
Цей період, твори якого часто зображують релігійні сюжети, але водночас і сюжети з міфології, пейзажі та зображення повсякденного життя представлений мало, за винятком картини «Венера і Амур», що раніше приписується Кранаху Лукасу старшому, або «Стигматизація Святої Катерини Сієнської », що свідчить про еволюцію перспективи в образотворчому мистецтві тієї доби. Ця картина потрапила в колекцію Промислового товариства Мюлуза в 1928 завдяки пожертві спадкоємців Пані Торенс Дольфус, спочатку ця робота приписувалася Маттео Бальдуччі, сієнському художнику періоду Чинквеченто, але ця гіпотеза не була підтверджена .

### XVII-XVIII століття
«Катання на ковзанах» , написана олією по дереву Пітером Брейгелем Молодшим у 1613 році, є найвідомішою роботою музею. Хендрік Мартенсзун Сорг представлений типовою для ранніх робіт картиною під назвою „Інтер'єр кухні з фігурами“.
Жанр пейзажу XVII століття представлений картиною „Лісова галявина“ („Entrée de forêt“) Якоба ван Рейсдала, ескіз якої зберігається в Британському музеї.
Італійське бароко представлене картинами „Терми Каракали“ Джованні Гізольфі, „Піднесення“ Франческо Солімени та пейзажем „Спокуса святого Антонія“ Себастьяно Річчі та його племінника Марко.
Зростання уваги до предметів у живописі можна побачити в скрупульозному „Натюрморті“ Пітера Бінуа, написаному на пергаменті, або в картині „Ринок в Італії“ Джузеппе Фарделло, але цей інтерес до матеріальності речей ставиться під сумнів у картині „Ванітас“ Мадлени Булонь, яка протиставляє книгам та музиці череп та пісочний годинник.
Французьке XVIII століття представлене декоративними композиціями, такими як натюрморти Александра Франсуа Депорта, або портретами, зокрема двома автопортретами Жана Гаспара Гейльмана, на одному з яких він у парадному костюмі, а на іншому — у робочому, а також портретом банкіра Еверхарда Яабаха, виконаним Гіацинтом Ріґо у 1688 році.

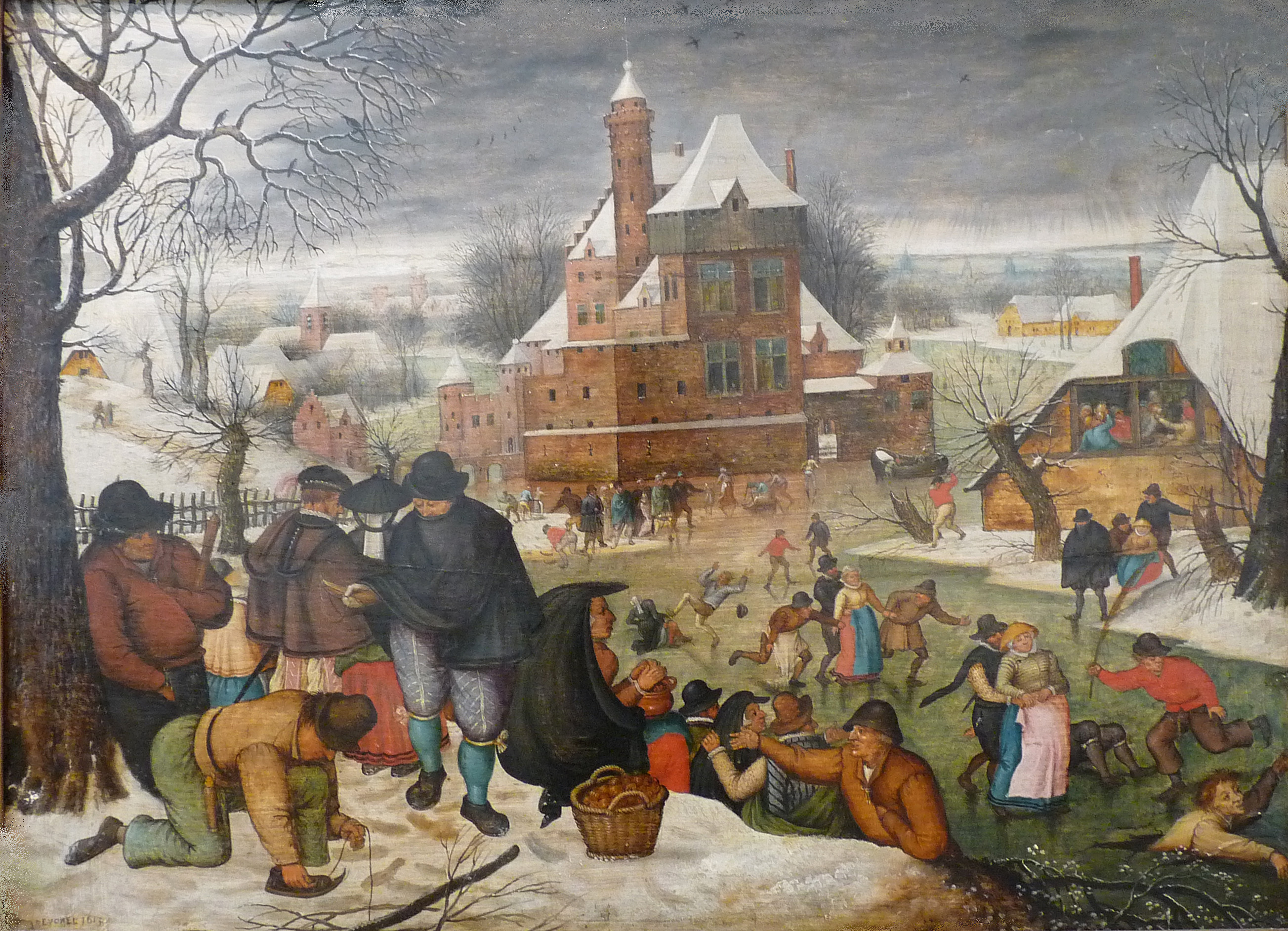
Пітер Брейгель Молодший Катання на ковзанах
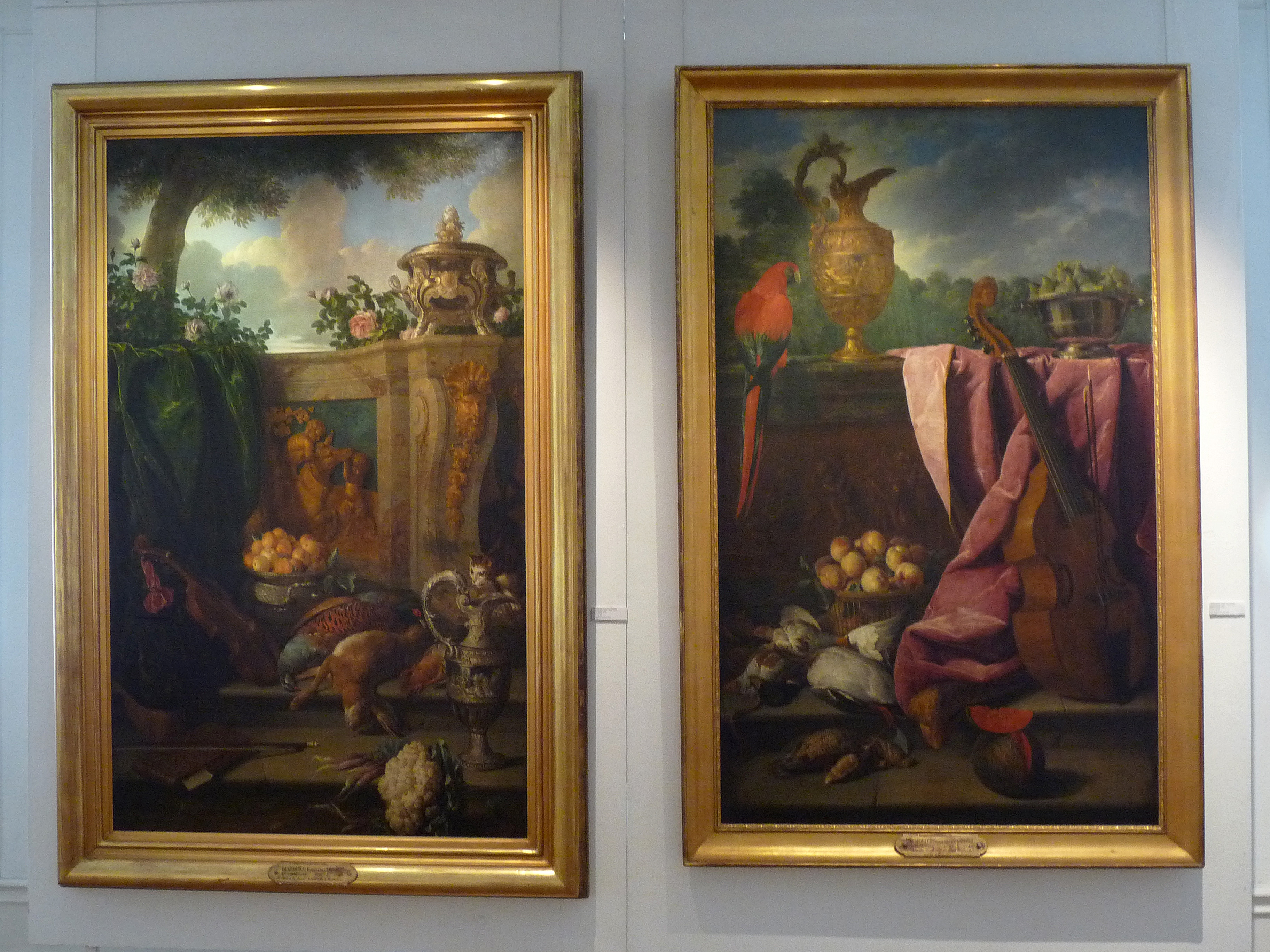
Александр-Франсуа Депорт Натюрморти
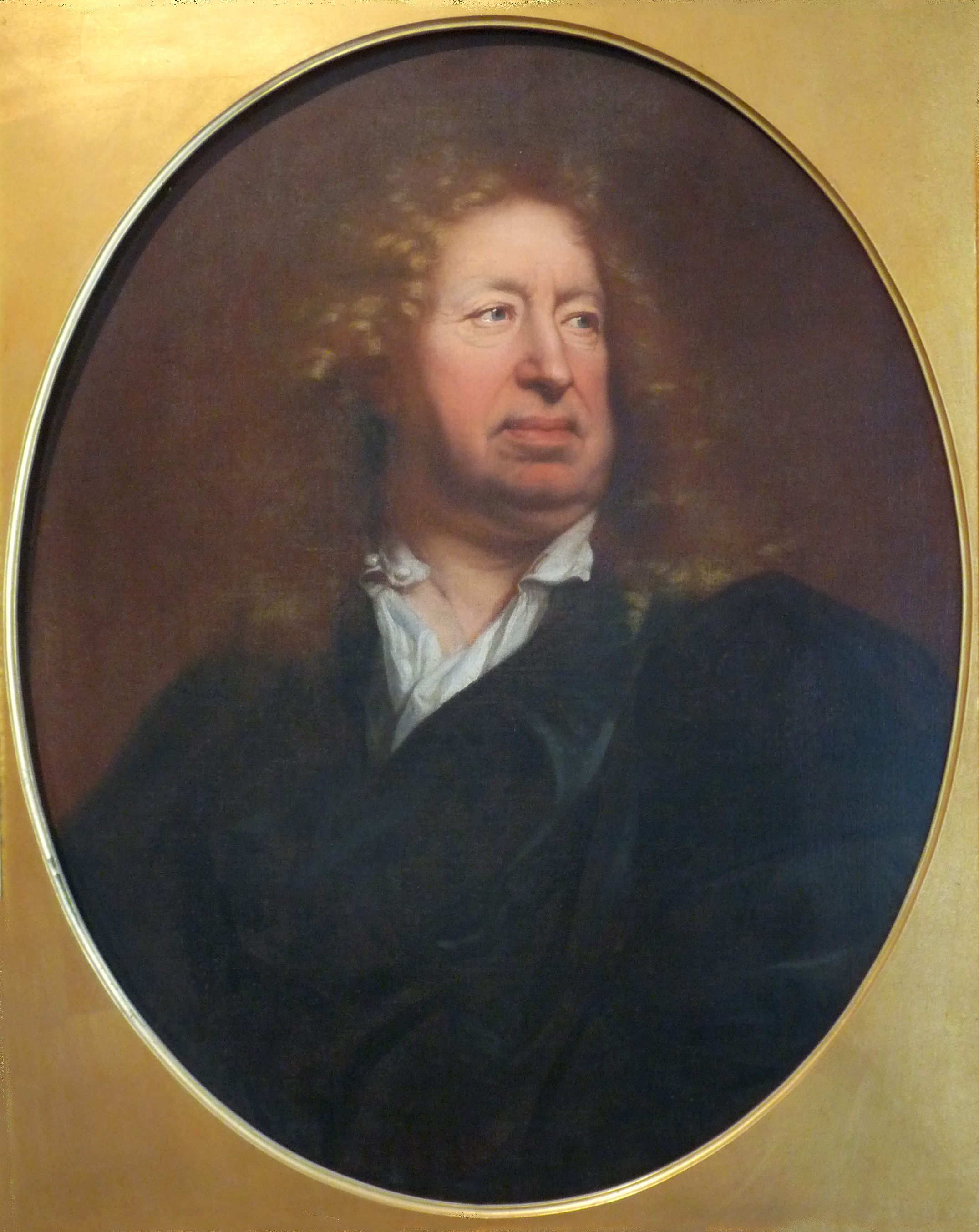
Ріго, Гіацинт Портрет Еверхарда Ябаха

### XIX століття
Музей має велику колекцію картин майстрів XIX століття, більшість з яких були нагороджені медалями Салону французьких художників (Salon des artistes francais) і дуже цінувалися публікою.
Краєвиди „Ліс на околицях Женеви“ Олександра Калама, „Браконьєр“ Констана Тройона, „Олень заповідник“ Гюстава Курбе або „Береги озера Бурже“ Адольфа Аппіана свідчать про розвиток сільського пейзажу.

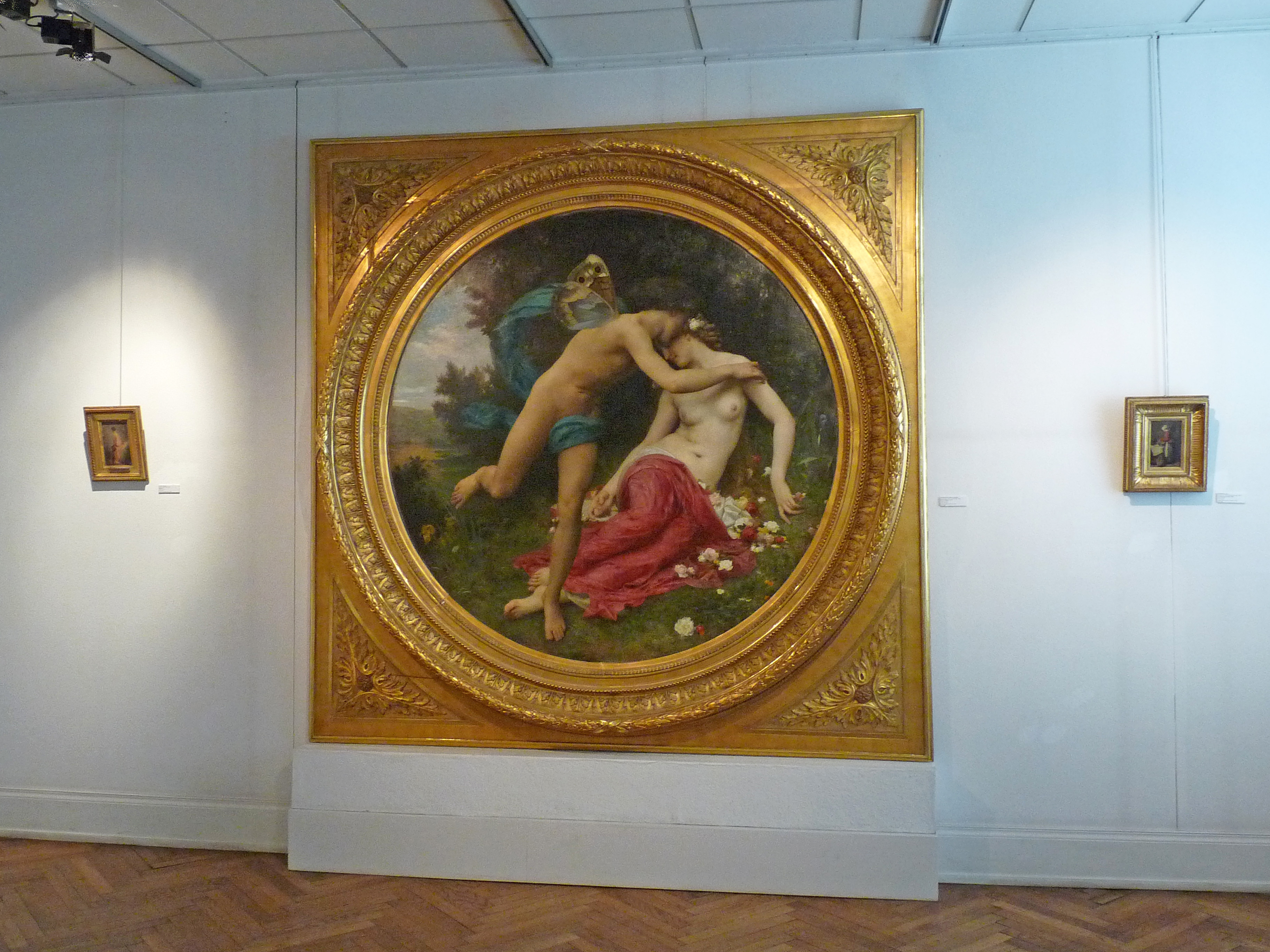
Вільям Бугро. Флора та Зефір

„Флора і Зефір“ (1875) Вільяма-Адольфа Бугро, відзначена Римською премією 1850 року, є чудовим прикладом академізму цієї епохи, який іноді називають „банальним мистецтвом“. Незважаючи на менші розміри картин „Купальниця“ Шарля Шаплена та „Льода і лебідь“ Тоні Робера-Флері, вони виконані в тому ж стилі, що й велике полотно Бугро, і теж обрамлені великою позолоченою рамою.
Зростання індивідуалізму сприяло розквіту жанру портрета, представленого в музеї картинами під назвою „Композитор Ребер“ Ежена-Еммануеля Аморі-Дюваля, „Дама з Мюлуза“ Фердинанда Вахсмута, „Італійка“ Огюста Кудера або ще „ Іспанка“.
Найчисленнішими є портрети Жан-Жака Енера, який дуже часто малював членів своєї родини, своїх друзів-художників, наприклад, Жана Беннера та його брата близнюка Еммануеля Беннера, жителів міста Зундгау, своїх спонсорів, а також загадкових рудоволосих світлицьких жінок, які зображені на картинах „Лола“, „Боязка“ („La Frileuse“) або „Маленька пастушка“.

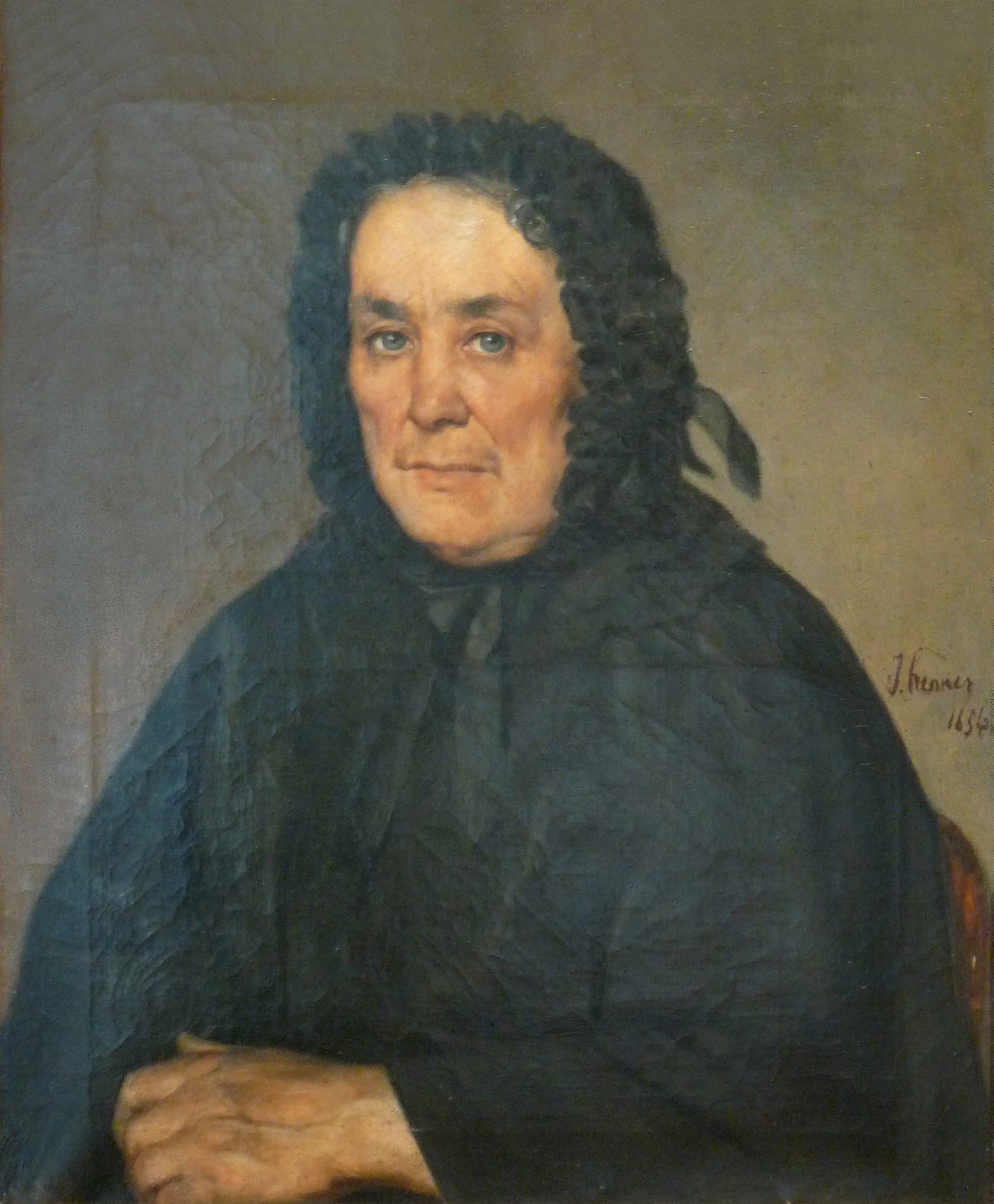
Жан-Жак Еннер, Портрет місіс Кауфманн
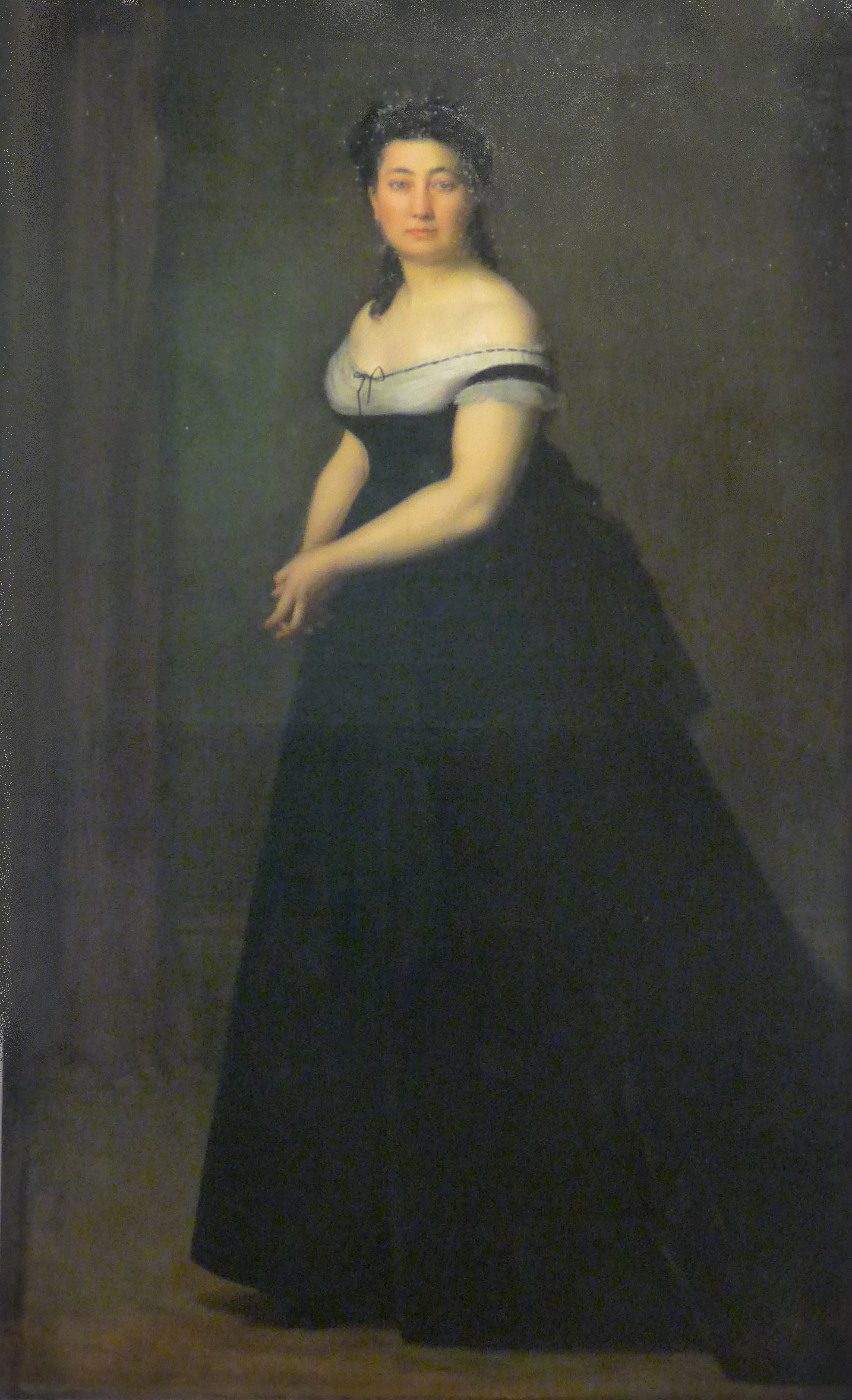
Жан-Жак Еннер, Портрет місіс Даніель Дольфус-Кехлін
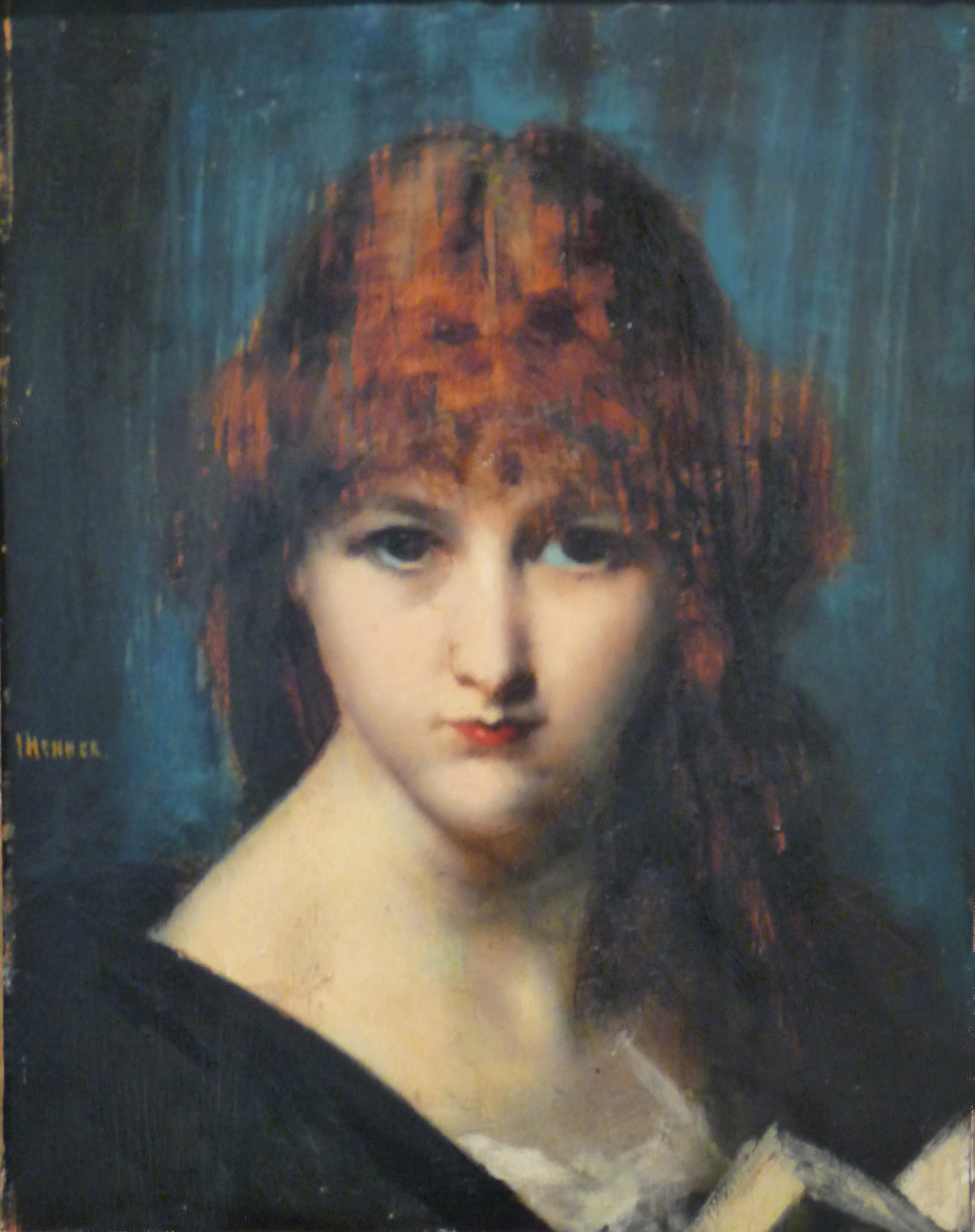
Жан-Жак Еннер, Портрет жінки
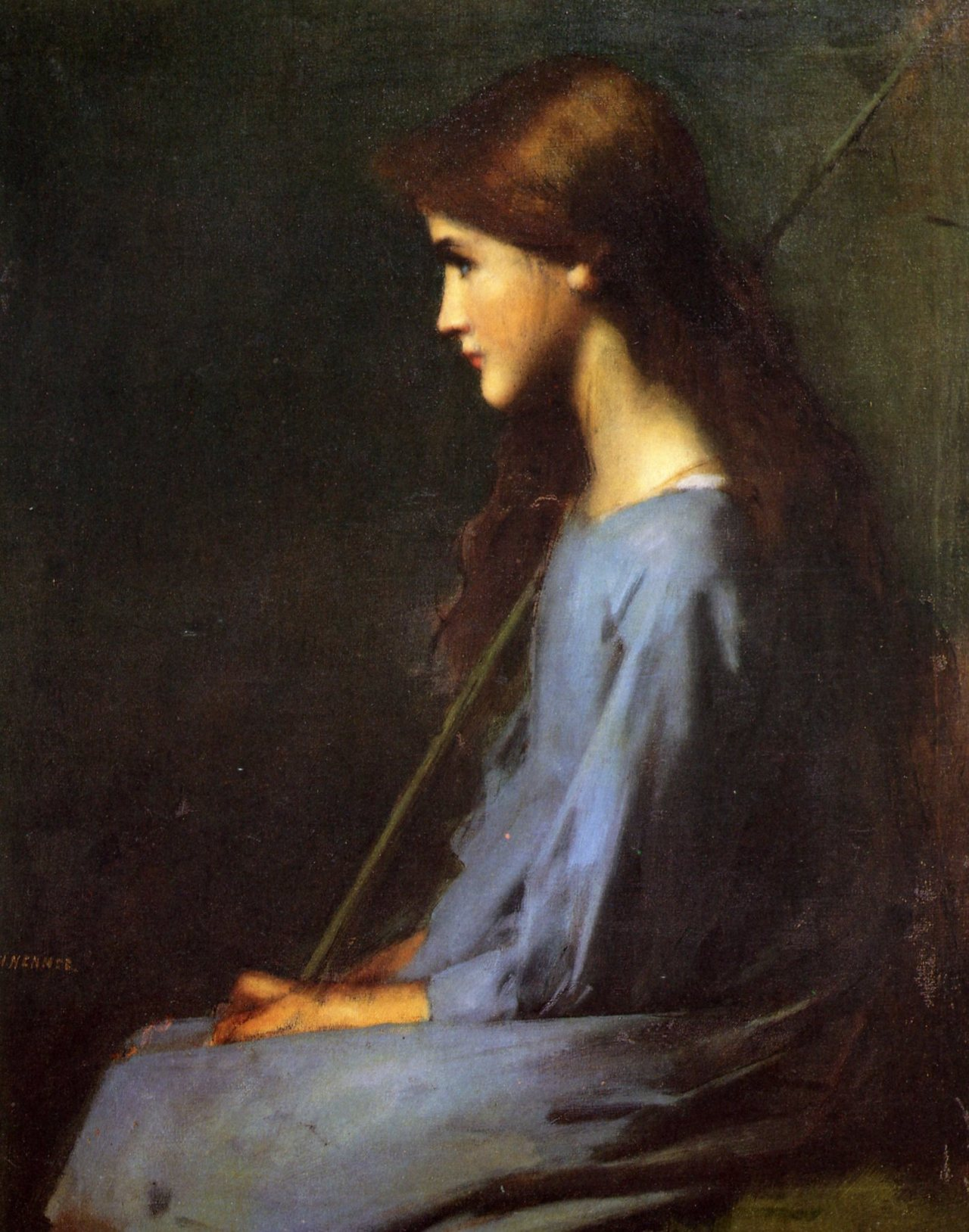
Жан-Жак Еннер, Маленька пастушка

У роботах у стилі жанровий живопис зображені прості люди з народу: „Старий, що сидить“ (Vieillard assis) і „Маленька торговка vbnkfvs“ (La Petite Marchande de balais) Мартена Дроллінга, La Tailleuse de soupe Франсуа Бонвена або Le cuisinier Йозефа Байя.

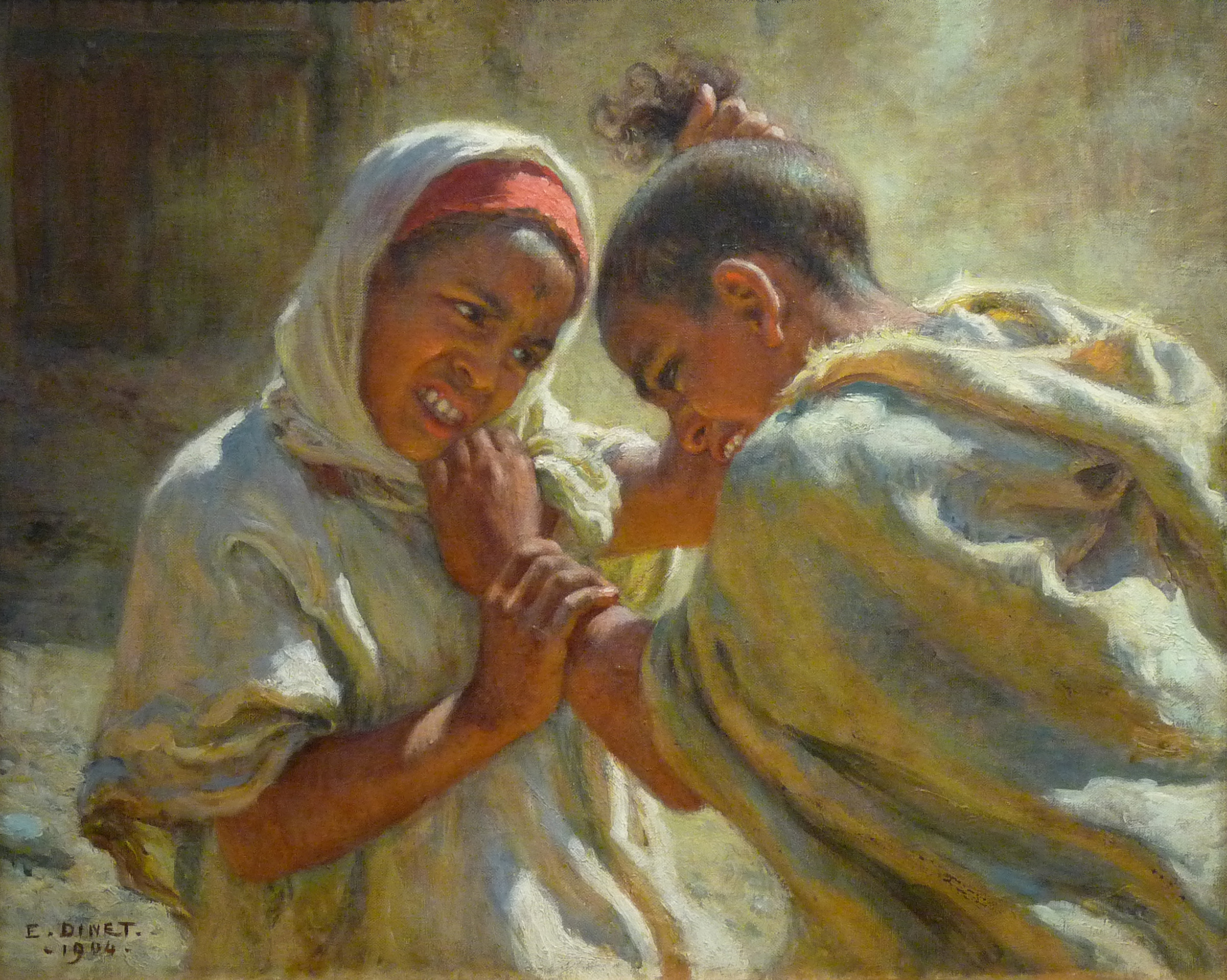
Діне Насреддін, Сварка

Орієнталізм і екзотизм, який у XIX столітті значно розвинувся завдяки більшій доступності подорожей, виявляється у барвистих композиціях, що зображують коней, верблюдів, гареми, мечеті та строкаті вбрання жителів далеких країн. В одному із залів музею представлені такі картини на цю тему: „L'Entrée de Bonaparte a la mosque du Caire“ Анрі Леопольда Леві, „L'Entrée a la mosquee Sherif de Oussan“ Жоржа Клерена, „Les présentsd'un Pacha“ Бенжамена Констана, „Chameliers au Caire“ та „Une rue au Caire“ Теодора Фрера, „La Dispute“ Насреддіна Діні. Пізніша картина під назвою „Le Soir aux portes de Meknès“ (1925) Анрі Руссо присвячена тій же тематиці.
Історичний живопис представлений твором „Sac de Rome“ Жана-Віктора Шнетца, яка втілює сцену зґвалтування. Інші картини в цьому популярному жанрі, представлені в музеї: La Fuite d'unprisonnier gaulois Еваріста Віталя Люміне, Entrevue de César et Ariviste en Alsace Луї-Фредеріка Шутценбергера.
Ельзас завжди надихав французьких та іноземних художників. Серед творів, які мистецтвознавець Ганс Хауг класифікує як „фольклорний натуралізм“, фігурують La Danse du Coq і L'Arbre de mai Гюстава Бріона, Sous le feuillé Жозефа Венкера і Envoie du Tonkin Каміля Пабста.
Колекціонерів Мулюза не приваблювали роботи імпресіоністів, тому цей напрямок мало представлений у музеї, за винятком кількох художників, як, наприклад, Ежен Ізабе та його картина під назвою „Les Marines“, або ще картини Ежена Будена. Краще представлені роботи постімпресіоністів, до яких можна віднести художника Альбера Лебура з його „Mâtinée d'hiver à Houdonville“, картину Жозефа Лепіна під назвою „Rue à Vannes“ та пейзажі художника Максима Мофра.
У пошуках спокою та глибинних сенсів символізм наштовхує на роздуми про мистецтво і оспівує вічне жіноче начало. Прикладами картин у цьому стилі є „Jeune paysanne, en plein soleil“, „Jeune fille à la rose“ Анрі Мартена і „Les femmes au voile“ Люсьєна-Віктора Гірана де Сцевола.

### XX століття
Добірка робіт сучасного періоду відображає насамперед уподобання перших меценатів, які стримано ставилися до кубізму й абстракціонізму в цілому і більше тяжіли до спадщини фовізму: „La belle Italienne“ „Les Chardons“ Луї Вальта або „Bord de mer“ Жана Пюї. Пожертвування Шарля Ульмона дозволило додати до колекції музею картини та гравюри Отона Фрієза, Антуана Бурделя, Альбера Глеза та Кеса ван Донгена.
Роботи місцевих художників представлені зокрема однією великою серією пейзажів та натюрмортів художника з Альткірша Леона Леманна та численними картинами Карла Вальха, уродженця Тана: Anniversaire, Le Moulin de Borest, Bâtisseurs et architectes та l'Armoire à l' ange».
Після муніципалізації музею у 1958 році політика комплектування як постійних колекцій, так і тимчасових виставок віддавала пріоритет сучасному мистецтву. До колекції музею потрапили такі художники, як Орелі Немюр, Жан Легро, Феліція Пацановска, Елен Тіолье, Домінік Філіп, Бласко Ментор, Тоні Ланген та Франс Мазерель.